# Connie Palmen
Aldegonda Petronella Huberta Maria, coneguda com Connie Palmen (Sint Odiliënberg, Limburg central (Països Baixos), 25 de novembre, 1955) és una autora, erudita i filòsofa holandesa. Va debutar el 1991 amb la novel·la literària De Wetten. El llibre es va convertir en un best-seller i es va establir el seu nom.

## Biografia
Joventut

Connie Palmen va rebre una educació catòlica juntament amb els seus tres germans. De petita, va quedar impressionada per l'església i la fe i volia ser sacerdot. Quan va quedar clar per a ella que això era impossible per a una noia, va ajustar la seva ambició per convertir-se en monja. A primària va quedar clar que volia distingir-se: era creativa, li agradava ser el centre d'atenció i feia molt teatre, musicals, dibuix i manualitats. Ha estat escrivint des de la seva infantesa. Irmgard Smits, una noia que estava en un sanatori, va escriure llibres sobre això i es va convertir en una celebritat, va ser una font important d'inspiració per a ella.

## Curs
El seu rendiment escolar a l'escola secundària local va ser inicialment decebedor. No obstant això, li'n va donar suport el seu professor neerlandès, que va descobrir que tenia un mal rendiment a causa de l'avorriment: el seu coeficient intel·lectual va resultar excepcionalment alt. Després de l'escola secundària, Palmen va anar a l'Acadèmia Pedagògica de Roermond, on va obtenir simultàniament el seu diploma HAVO. El 1978 va deixar Limburg per estudiar neerlandès a Amsterdam. Alguns dels seus companys van ser Matthijs van Nieuwkerk, Jessica Durlacher i Joost Zwagerman.
Era una estudiant diligent. Juntament amb una sèrie de companys, va prendre la filosofia com a assignatura menor, però li va fascinar tant que va decidir graduar-se en ambdues disciplines. L'any 1986 va completar els seus estudis neerlandesos cum laude amb una tesi sobre el llibre In Nederland de Cees Nooteboom, titulada Het ritueel van de tekst.. La tesi tracta sobre la identitat de l'escriptor i el lloc de l'escriptor en una novel·la. Dos anys més tard es va llicenciar en filosofia amb una tesi titulada Het weerzinwekkende lot van de oude filosoof Socrates  (El repugnant destí de l'antic filòsof Sòcrates) sobre la relació entre llenguatge i realitat. Aquest estudi gairebé li va valer un segon cum laude, però la co-lectora estava menys entusiasmada amb la seva tesi que els seus directors. Aquesta tesi es va publicar en forma adaptada el 1992, després que ja hagués debutat com a novel·lista. .

## Escriptora
Palmen va fixar la seva mirada en una vida com a escriptora i va publicar algunes històries. El conte Als een weke krijger, que va aparèixer al número d'estiu de 1988 de la revista "De Held", va cridar l'atenció de l'editor Mai Spijkers de l'editorial Prometheus. Va publicar la seva primera novel·la, De Wetten, el 1991, que en estructura fa referència a la història medieval Mariken van Nimwegen. La novel·la va rebre elogis de la crítica i va generar molta atenció mediàtica. Les seves aparicions públiques van crear un bombo i Palmen es va convertir en una famosa persona neerlandesa d'un dia per l'altre. L'any 1991, fins i tot una carrossa va participar en la processó de carnaval a Sant Odiliënberg que va representar el contingut de De Wetten. Al final del seu programa de ràdio VPRO Een Uur Ischa el 5 de febrer de 1991, Ischa Meijer (conegut periodista/columnista, 1943-1995) va parlar amb Connie Palmen. A la seva columna "De Dikke Man"" va presentar Palmen com "El filòsof". No obstant això, d'aquesta trobada va sorgir una història d'amor.
Dues setmanes abans de la publicació de la seva segona novel·la De Vriendschap el febrer de 1995, Ischa Meijer va morir sobtadament a l'edat de cinquanta-dos anys. A causa de la seva mort, la campanya de promoció del llibre es va cancel·lar, però les xifres de vendes no van ser menys. Aquesta novel·la també es va convertir en un èxit de vendes i Palmen va rebre el prestigiós premi de literatura AKO a la tardor de 1995.

El 1996, Palmen va crear un programa de teatre juntament amb Adriaan van Dis amb el qual va recórrer els escenaris dels Països Baixos i Bèlgica. Les dues novel·les següents, I.M. (1998) i Geheel de uwe (2002), parlen de la vida i la mort de Meijer, el seu gran amor.
| « | JO SÓC. parla dels esdeveniments d'una manera altament autobiogràfica i completament vostra d'una manera més abstracta i objectivada. | » |

## Fama
La popularitat de Palmen va fer que la Fundació de Propaganda Col·lectiva per al Llibre Neerlandès (CPNB) li demanés el Regal de la Setmana del Llibre per al 1999. El llibre que va escriure amb aquest propòsit, De Erfenis, es va imprimir en una edició rècord de 745.000 exemplars.
L'any 2005, Palmen va entrar en el punt de mira de diverses maneres. Hi havia plans concrets del director Frans Weisz per fer una pel·lícula del llibre Geheel de uwen. Weisz feia molt de temps que volia fer una pel·lícula sobre Ischa Meijer. Abans de la visita del president George W. Bush al cementiri nord-americà de Margraten, Palmen va tenir una reunió inesperada amb la primera dama nord-americana Laura Bush.
El mateix any, Palmen va presentar la sèrie d'entrevistes VPRO Zomergasten. Ella va indicar per endavant que no volia una entrevista, sinó que volia una conversa amb els seus convidats. Hi va haver moltes crítiques dels mitjans de comunicació sobre la seva manera de presentar. Diversos crítics van trobar que la presentació de Palmen era deficient en comparació amb els seus predecessors Van Dis i Zwagerman. No obstant això, Palmen va continuar presentant la sèrie de sis emissions al seu estil fins al final.
Al novembre, el programa de televisió Het uur van de wolf va presentar el documental Connie Palmen. Op zoek naar de heilige tijd (Connie Palmen. A la recerca del temps sagrat) de Michiel van Erp, en què el director va seguir l'obra de Palmen durant un any.
El 2020, AVROTROS va llançar una sèrie dramàtica sobre la història d'amor entre Connie Palmen i Ischa Meijer basada en la novel·la de Palmen I.M. El guió va ser escrit per Hugo Heinen i la sèrie va ser dirigida per Michiel van Erp. El paper de Palmen és interpretat per Wende Snijders i Ramsey Nasr interpreta el paper d'Ischa Meijer.

## Obra
Encara que De Wetten es considera el debut literari de Palmen, els temes de la seva obra ja estan continguts en les seves tesis. Palmen va ser un dels primers admiradors de l'obra del filòsof Jean-Paul Sartre (1905 - 1980), però durant els seus estudis a Amsterdam va conèixer les idees dels filòsofs Michel Foucault (1926-1984) i Jacques Derrida (1930-2004). Derrida, reflexionant sobre el significat de la paraula escrita, va concloure que el llenguatge està renyit amb la veritat. Segons ell, les paraules violen irrevocablement la realitat a què es refereixen, perquè són incapaços de descriure-la del tot. També va aprendre de Foucault que la recerca de la teva pròpia identitat està condemnada al fracàs, perquè adquireixes identitat a través de les teves relacions amb i a través de les històries dels altres.

Aquestes idees tenen un paper important en tota la seva obra, tant en els seus treballs acadèmics com en les seves novel·les i assaigs. Invariablement, les qüestions de real i irreal, ficció i realitat, identitat i significat donats pels altres són centrals.
| « | Ets el que ets pel que ets per a algú altre, un fill per als teus pares, un amic per a un amic, un artista per al teu públic. | » |

Segons Palmen, la felicitat personal depèn d'aquest tipus de compromisos i, per tant, és important triar-los amb cura i així mantenir-ne el control. En el seu treball, investiga contínuament els límits d'aquestes opcions i investiga les conseqüències de la manca d'elecció (destí) o la pèrdua de control directe sobre la teva pròpia identitat (fama).
Palmen fa un ús extensiu de la seva pròpia biografia en la seva obra. Sovint el personatge principal és una dona jove amb fam de coneixement, escriptura i fama. Els personatges de les seves històries solen remuntar-se a persones reals del seu entorn immediat, cosa que fa que els seus llibres roman à clefs. Diu que li falta imaginació i per això es limita a històries properes a la seva pròpia vida. Una vegada va descriure el gènere que practica com "auto bioficció". La qüestió de la distinció entre realitat i ficció: on és exactament el límit entre l'autobiografia i la novel·la autobiogràfica? - ha estat explorada per ella d'una manera provocativa a I.M.. En aquesta novel·la, els personatges no només es basen clarament en persones reals, sinó que també tenen els seus noms. La primera persona es diu Connie Palmen. Els crítics no estan d'acord sobre si la paraula "novel·la" a la portada és adequada. Palmen, tanmateix, creu que I.M. és clarament una novel·la, per la senzilla raó que ella diu que és una novel·la.
El roman à clef Lucifer (2007), en el qual es reconeixen diversos residents del cinturó del canal d'Amsterdam coneguts i menys coneguts, combina Llucifer de Vondel amb De ontdekking van de hemel (El descobriment del cel) de Harry Mulisch en els cinc capítols titulats "actes". Llucifer també es pot considerar un estudi de gènere, perquè la seva estructura recorda fortament una història de detectius. Algú ha mort. Va ser un assassinat premeditat o un accident mortal? La curiosa primera persona intenta resoldre el misteri preguntant als amics i coneguts de la víctima anys després del fet. Tanmateix, no és un detectiu, encara que només sigui perquè no s'ha resolt el problema. El centre d'aquesta novel·la és, de nou, l'efecte de la fama: ningú sap exactament què va passar, però circulen tota mena d'històries contradictòries sobre les circumstàncies que creen la seva pròpia realitat, la qual cosa repercuteix en el funcionament del "sospitós" i en com el veuen els altres.
El seu llibre de 2015 Jij zegt het tracta sobre una parella d'amors de la literatura, Ted Hughes i Sylvia Plath. Al llibre, Palmen presta atenció a Ted Hughes, que va morir el 1998, i li dona veu. Després del suïcidi de Plath el 1963, se li va donar l'estatus de màrtir, però Hughes va rebre l'estatus de traïdor i assassí. Aquest llibre també parla del que és la veritat. Hughes no apareix com un dolent al llibre, sinó com un bon noi amb una gran lleialtat a Plath. El títol del llibre també té un doble sentit. Dius que vol dir que realment va passar així? O vol dir que només és la versió de l'altra persona, que d'altra manera és increïble?
Les novel·les de Palmen són menys narratives i més demostratives del que s'acostuma a fer d'una novel·la. En la seva obra la forma narrativa es combina amb passatges assagístics. La història, les relacions entre els personatges i els seus trets de caràcter solen servir per al desenvolupament d'una idea. Per contra, els seus assaigs són més narratius del que s'esperaria en aquest gènere.

## Recepció
De Wetten i De Vriendschap han estat ben rebuts per la premsa i han estat guardonats amb diversos premis literaris. L'entusiasme per I.M. i tot el teu era menys gran. Sobretot sobre I.M. les reaccions van ser crítiques i es va suggerir que Palmen va explotar comercialment la pèrdua del seu gran amor i va reclamar el dret exclusiu d'Ischa Meijer sota l'aparença de la literatura. Ha estat acusada de narcisisme, exhibició de poder i deliris de grandesa. No obstant això, en poques setmanes es van vendre 100.000 còpies.
També s'han fet comentaris sobre el "bombo" al voltant de Palmen, especialment per De Groene Amsterdammer. Després de les seves ofensives publicitàries habituals, Palmen va ser anomenada la Spice Girl de la literatura holandesa en aquesta revista setmanal i altres la van comparar amb Madonna. La publicació d'un nou llibre de Palmen sovint s'acompanya d'innombrables entrevistes, aparicions televisives, conferències i sessions de signatura; en definitiva: un circ mediàtic. Aquestes campanyes de promoció tenen èxit: les primeres tirades no són holandeses, així com el nombre de reimpressions i traduccions, però també es plantegen preguntes sobre aquest mètode de llançament de literatura. És calculador, cada èxit sembla planificat i de vegades fins i tot desconnectat del contingut de la seva obra. La mateixa Palmen és la primera en confirmar aquesta impressió, encara que només sigui perquè aquesta ficció també és una realitat (i viceversa). L'any 2001, VPRO va emetre Waskracht! una sèrie de tres parts titulada Driving Miss Palmen, que se centrava en el desig de fama i pretensions filosòfiques de Palmen.
El llançament de Llucifer el 2007 va ser acompanyat d'un gran enrenou. El llibre fa referència de manera no subtil a la mort de l'actriu Marina Schapers i suggereix, si es vol llegir així, que el seu marit, el compositor Peter Schat (possiblement) la va assassinar. Palmen va ser acusada de l'assassinat del personatge de Peter Schat per diversos crítics, inclòs Stephan Sanders, que va escriure diverses columnes sobre això a "Vrij Nederland" i va qualificar el llibre com a "filosofia de la xafarderia" i "fatiga que es considera postmoderna". Palmen es va defensar amb l'argument que el seu llibre és una novel·la, per tant, literatura, i que no s'ha de confondre amb la veritat. Qualsevol que cregui que viola la realitat amb Llucifer no entén les lleis del gènere, segons ella.
El llibre del 2015 You Say It, sobre una parella amorosa de dos poetes difunts, va tenir una molt bona acollida en general.

## Personal
Palmen va mantenir una relació amb el periodista Ischa Meijer des del febrer de 1991 fins a la seva mort el 14 de febrer de 1995. Des de 1999, Palmen va mantenir una relació amb el polític Hans van Mierlo, i es van casar l'11 de novembre de 2009 al centre de debat "De Rode Hoed" a Amsterdam. Van Mierlo va morir l'11 de març de 2010.

## Premis Literaris
- El Gouden Ezelsoor de 1992 per a De Wetten
- Premi de literatura AKO 1995 per De Vriendschap
- Humo's Gouden Bookmark (1996) per a De Vriendschap
- El Trouw Audience Award 1996 per De Vriendschap
- El Premi de Literatura Libris 2016 per Jij zegt het
- De Inktaap 2017 per a Jij zegt het

## Nomenaments
El 2007, l'empresa de transport públic Veolia va nomenar un dels seus trens Maaslijn-Velios en honor a Connie Palmen.